# أحمد الدمستاني
أحمد يوسف أحمد الدمستاني سياسي ورجل أعمال بحريني. عضو سابق في مجلس النواب من 12 ديسمبر 2018 عن الدائرة السابعة في محافظة الشمالية. ولغاية 2022.

## مجلس النواب
قرر الترشح لعضوية مجلس النواب عن الدائرة السابعة في محافظة الشمالية. في الجولة الأولى التي أقيمت في 24 نوفمبر 2018 حصل على 1026 صوت بنسبة 23.32% مما استوجب إقامة جولة ثانية في 1 ديسمبر حيث استطاع التغلب على منافسه منير سرور بحصوله على 1508 صوت بنسبة 52.11%.